# Timåstjärnen
Timåstjärnen är en sjö i Ånge kommun i Medelpad och ingår i Harmångersåns huvudavrinningsområde.